# Aclis turrita
Aclis turrita är en snäckart som först beskrevs av Carpenter 1864.  Aclis turrita ingår i släktet Aclis och familjen Aclididae. Inga underarter finns listade i Catalogue of Life.